# Пантуєва Єлизавета
Єлизавета Пантуєва (серпень 1928 року, Харків — ?) — наймолодша породілля в УРСР та СРСР, яка народила 19 серпня 1934 року в віці 6 років дівчинку, яка померла при пологах.
Батьки Лізи звернулись до лікарні зі скаргою на збільшення живота у доньки. Лікарі визначили вагітність. Попри відсутність менархе, огляд показав ранній пубертат (оволосіння під пахвами і в паху, збільшення грудей, формування яйцеклітин), причина якого залишилася невідомою. Поведінка дівчинки відповідала її віку.
З розпитувань Лізи вдалося встановити, що її ґвалтівником і батьком плоду був її 70-річний дідусь по материнській лінії, колишній моряк далекого плавання, який проживав з сім'єю і доглядав за Лізою, поки її батьки були на роботі. Дідусь з нею часто грав, і сон в одному ліжку був однією з ігор.
Лізу помістили в клініку під спостереження лікарів. Попри антропометричні невідповідності дорослій жінці, вагітність протікала нормально — Ліза виносила здорову дочку на зріст 50 сантиметрів, вагою 3 кілограми.
Природні пологи були своєчасними із позитивним прогнозом, проводилися без знеболювання. Але у породіллі відпала пуповина. Професор Валентин Грищенко вважає, що при терміновому проведенні кесаревого розтину дитина була б врятована. Але в той час цієї операції побоювалися — не було антибіотиків, і породіллі помирали від післяопераційних запалень. Батьки Лізи вважали за краще зберегти її життя, а не дитини, яку витягували за допомогою медичних інструментів. Але часу не вистачило — дитина померла.
Після виписки Лізи Пантуєвої з лікарні сім'я, включно з дідусем, поїхала на Далекий Схід. Про подальші їхні долі достовірних відомостей немає.

## Документальний фільм
Після звернення батьків Лізи в лікарню дуже рання вагітність викликала інтерес медиків. Організацію спостереження і прийом пологів здійснював відомий акушер-гінеколог, професор Іван Іванович Грищенко. Перебіг вагітності і пологи знімали на кіноплівку. Був змонтований документальний фільм, який використовувався в наукових та навчальних цілях. Зараз фільм зберігається у його сина — професора Валентина Івановича Грищенка, завідувача кафедри акушерства і гінекології Харківського медуніверситету.